# Tetrahydronaphthalin
Tetrahydronaphthalin (IUPAC-Nomenklatur: 1,2,3,4-Tetrahydronaphthalin) ist ein Kohlenwasserstoff mit der Summenformel C10H12. Die historische Bezeichnung Tetralin war bis 2016 eine Wortmarke der Cognis.

## Herstellung und Gewinnung
Tetrahydronaphthalin wird durch partielle katalytische Hydrierung von Naphthalin hergestellt. Durch vollständige Hydrierung erhält man daraus Decalin (Decahydronaphthalin).

## Eigenschaften
Die farblose, ölige Flüssigkeit erstarrt ungefähr bei −36 °C und siedet bei 208 °C. Der Geruch des Tetrahydronaphthalins ist dem des Naphthalins ähnlich. Die Flüssigkeit ist stark lichtbrechend, der Brechungsindex ist 1,541. In Wasser ist Tetrahydronaphthalin nahezu unlöslich, es schwimmt auf dem Wasser, weil die Dichte mit 0,973 g·cm−3 geringer als die von Wasser ist. In den meisten organischen Lösungsmitteln ist es gut löslich. Bei einem Wassergehalt von 80 Mol-% wird bei Atmosphärendruck ein azeotroper Siedepunkt von 99 °C beobachtet.
Die Verbindung bildet oberhalb ihres Flammpunkts bei 71 °C entzündliche Dampf-Luft-Gemische. Der Explosionsbereich liegt zwischen 0,5 Vol.‑% (45 g/m³) als untere Explosionsgrenze (UEG) und 5,0 Vol.‑% (275 g/m³) als obere Explosionsgrenze (OEG). Die Zündtemperatur beträgt 390 °C. Der Stoff fällt somit in die Temperaturklasse T2.
Mit Luftsauerstoff bildet Tetrahydronaphthalin leicht das 1-Hydroperoxy-tetrahydronaphthalin („Tetralinhydroperoxid“). Hierauf muss beim Destillieren älterer Produkte geachtet werden, da eventuell Explosionen eintreten können.

## Verwendung
Tetrahydronaphthalin wird als Lösungsmittel für Kautschuke, Lackentferner und Wärmetauscherflüssigkeit verwendet. Es ist in Lacken, Abbeizmitteln und Schädlingsbekämpfungsmitteln (als Lösungsmittel) enthalten. Tetrahydronaphthalin wird zur Herstellung von 1-Naphthol, Detergenzien, Weichmachern, Schuhcremes, Fußbodenpolituren und Textilhilfsmittel verwendet.
Ein Tetrahydronaphthalin-Derivat ist das Ratten- und Mäusebekämpfungsmittel Coumatetralyl.
Bei der Kohleverflüssigung kann Tetrahydronaphthalin als Wasserstoffdonor eingesetzt werden, wobei die Verbindung über vermutlich radikalische Zwischenstufen in Naphthalin übergeht.

## Isomere Verbindungen
Von den verschiedenen theoretisch möglichen Tetrahydronaphthalin-Derivaten ist das 1,4,5,8-Tetrahydronaphthalin 2 über eine Birch-Reduktion von Naphthalin 1 zugänglich. 1,4,5,8-Tetrahydronaphthalin ist das Ausgangsprodukt für verschiedene Heptalen-Synthesen.